# Porsche C88
La Porsche C88 è il prototipo di un'autovettura di classe media progettata da Porsche nel 1994 per il mercato cinese, in risposta all'invito rivolto dal Governo della Repubblica Popolare ad alcuni produttori di autoveicoli, al fine di creare una nuova gamma di automobili da produrre sul proprio territorio nazionale. Progettato e realizzato in soli quattro mesi, venne presentato al pubblico al Salone dell'automobile di Pechino del 1994. La cancellazione improvvisa del bando da parte dello stesso governo cinese interruppe i progetti di produzione su larga scala della C88.
L'unico modello mai realizzato è oggi esposto al Porsche Museum, in Germania.

## Storia
Lo stato delle finanze di Porsche, costruttore automobilistico ancora indipendente e non affiliato a Volkswagen, agli inizi degli anni '90 era tutt'altro che positivo: nel 1992 l'intero titolo rischiò la bancarotta, complice il calo drastico delle vendite negli Stati Uniti, suo mercato maggiore. Le automobili vendute annualmente passarono dalle 30 471 del 1986, alle 9 139 nel 1990 fino al drammatico dato del 1993, quando solamente 3 729 furono le unità cedute. La società, per risparmiare denaro, fu costretta a interrompere molti progetti, come quello di una berlina con motore V8 simile alla 911 che avrebbe dovuto sostituire la 989 dopo il suo fallimento commerciale, e una roadster chiamata 984 che avrebbe fatto da ponte tra la 914 e la Boxster.
Nel frattempo, crescevano le preoccupazioni dei maggiori esponenti del Partito Comunista Cinese sull'arretramento dell'industria automobilistica del Paese rispetto alle nazioni principali produttrici e promotrici del trasporto privato. Per decenni, solo clienti molto facoltosi e influenti potevano permettersi di acquistare un'automobile personale presente sul mercato nazionale. Perciò, le macchine erano considerate un simbolo del capitalismo, al di fuori delle possibilità economiche di un comune cittadino. Dopo che la situazione iniziò a cambiare agli inizi degli anni '80, grazie a joint venture con compagnie e multinazionali estere come American Motors, Peugeot e, soprattutto, Volkswagen, nel 1994 il Consiglio di Stato stabilì una nuova politica industriale per l'industria automobilistica, dichiarando che «lo Stato incoraggiava l'individuo nell'acquisto di un'automobile». Per potenziare il proprio comparto industriale con modelli di livello, vennero invitati circa 22 produttori mondiali per presentare delle concept car per una piccola auto famigliare per il mercato interno, chiamando il progetto China Family Car. L'auto avrebbe dovuto essere economica, semplice da produrre e abbastanza grande da poter trasportare cinque persone. L'auto prescelta sarebbe stata prodotta in serie in Cina con una collaborazione con l'azienda statale First Automobile Works (FAW). Nelle intenzioni governative, quest'auto avrebbe dovuto essere "l'auto del popolo cinese", riprendendo il concetto dietro al Volkswagen Maggiolino. Non vennero invitati costruttori inglesi, probabilmente a causa delle tensioni geopolitiche riguardanti il Territorio d'oltremare di Hong Kong.

### Proposte

La C88 in esposizione al Porsche Museum

Cercando nuove entrate, Porsche partecipò presentando i progetti per tre auto economiche:
- Una hatchback a tre porte,[1] omologabile per quattro persone, con un motore da 1,1 litri a quattro cilindri in linea, generante 47 CV a trazione anteriore e un cambio automatico a quattro marce. La macchina avrebbe impiegato circa 20 secondi a raggiungere i 100 km/h;[7]
- Un modello di segmento medio, realizzabile sia nella versione berlina a tre e cinque porte, station wagon, pick-up e furgone.[1] Identico il motore, che con il peso aggiuntivo avrebbe portato l'auto da 0 a 100 km/h in 22 secondi;[7]
- Il modello finale, ovvero una berlina a quattro porte (poco più piccola di una Volkswagen Fox) con lo stesso motore delle precedenti, ma dalla potenza di 67 CV, una cilindrata di 1 100 cc e un cambio manuale a cinque marce. L'intertempo 0-100 km/h sarebbe stato raggiunto in 16 secondi e la velocità massima 165 km/h. Se approvato, questo progetto prevedeva l'inserimento di optional come airbag per i sedili anteriori, freni con ABS[13] e cambio automatico a quattro marce.[14] Porsche propose anche di offrire la possibilità di un motore Diesel aspirato naturalmente da 1,6 litri.[13] Solamente questo modello era pensato anche per l'esportazione, venendo disegnato per rispettare le norme europee di sicurezza e sulle emissioni dell'epoca (l'anno seguente, nel 1995, venne introdotto un nuovo insieme di standard europei sulle emissioni inquinanti, chiamato Euro 2).[7]

Solo il terzo disegno, concepito da Harm Lagaay, passò la fase di progettazione del tavolo dal disegno. Venne creato un design dalle curve morbide, discreto e che per Porsche non sarebbe sembrato datato neanche se fosse entrato in produzione nei primi anni 2000. Gli interni vennero completati seguendo la stessa logica, ma lasciando una certa spartanità per mantenere i costi contenuti. La C88 non venne disegnata per essere venduta come Porsche, per cui non fu riutilizzato nessun componente proveniente da altri modelli della casa nella realizzazione di questo prototipo. Il modello finale venne realizzato a Rivoli dall'azienda torinese Stola, creando un telaio in fibra di vetro basato su un modellino di argilla inviato dalla Germania. Gli interni, al contrario, sono stati disegnati e realizzati completamente dalla società piemontese.

### Presentazione e cancellazione progetto

Logo Porsche utilizzato sulla C88

La Porsche C88 venne presentata al pubblico al Salone dell'automobile di Pechino del 1994, dopo meno di quattro mesi dalla progettazione e dalla realizzazione del primo modello. Svelato alla presenza dell'amministratore delegato Wendelin Wiedeking, quest'ultimo imparò e pronunciò il discorso di presentazione dell'auto in cinese mandarino. Nonostante un'accoglienza tiepida, le autorità cinesi apprezzarono la proposta di Porsche, convincendo la casa tedesca a pianificare la costruzione di uno stabilimento di produzione in Cina, capace di assemblare dalle 300.000 alle 500.000 C88 all'anno, dando il via alla produzione in circa cinque anni. Si trattava di numeri altissimi, considerando che il totale delle automobili prodotte in Cina nel 1994 era di sole 315.000 unità. Inoltre, la casa propose di istruire ingegneri cinesi in Germania per almeno un anno, in modo che la C88 sarebbe stata costruita con gli standard qualitativi più alti al mondo.
Nonostante l'apprezzamento verso questo e altri prototipi, il governo cancellò il progetto nel 1995 senza che nessuno vincesse effettivamente il contratto. Chrysler, Fiat, Ford, Mercedes-Benz, Mitsubishi, Opel e Porsche presentarono reclamo, per non vedere perduto il tempo e le risorse investite, ma tutto si risolse con un nulla di fatto. Non è mai stata data una risposta ufficiale dal governo cinese sul perché il progetto sia stato cancellato, ma il direttore del Museo Porsche, Dieter Landenberger, affermò in un'intervista del 2012 che: 
Questo prototipo era pensato anche col fine di estendere il mercato dei prodotti Porsche in India, paese nel quale la casa automobilistica di Stoccarda non godeva di successo commerciale. Non essendo riuscito il progetto e ritenendo troppo costoso e industrialmente insostenibile lo stabilire una produzione nel paese, la casa tedesca vendette il progetto a un produttore indiano, che a sua volta vi rinunciò.

### Dopo la C88
Porsche ha, più di recente, ingegnerizzato auto, di produttori terzi,  di fasce inferiori a quelle solitamente occupate dalla stessa casa di Stoccarda. Fra queste vi sino Audi RS2, Lada Samara e SEAT Ibiza. Opel venne invece aiutata nella realizzazione della Vauxhall Zafira. Porsche riuscì a risollevarsi dalla sua crisi con il lancio sul mercato della Boxster, consolidando poi la sua posizione e presenza nel segmento delle auto di lusso e sportive con la Porsche Cayenne. Nonostante questo fallimento, dopo decenni di grande industrializzazione, la Cina è la nazione in cui vengono vendute più Porsche: 95.671 vetture vendute qui nel 2021 comparate alle 70.025 unità degli USA.

## Estetica e motorizzazione
La C88 è una berlina tre volumi compatta a quattro porte. Nel discorso di presentazione Wiedeking dichiarò che l'auto venne concepita negli esterni dopo "numerose conversazioni" con esperti dell'industria automobilistica e giornalisti cinesi, affinché avesse "un'estetica unica, formata sulla cultura cinese". Mostra alcune caratteristiche pensate per il mercato a cui era destinata già nel nome: la C sta a significare "Cina", (ma anche cheapness (economicità), comfortness (comodità) e cleanness (pulizia), mentre l'otto è considerato un numero fortunato in Asia, oltre a indicare il prezzo della vettura (88 000 yuan). La carrozzeria compatta a tre volumi e quattro porte non somiglia a nessun'altra Porsche prodotta in quegli anni e neanche lo stemma della casa compare; sul volante e sul cofano è presente un triangolo stilizzato con tre cerchi sui vertici, che rappresenterebbe la famiglia tipica cinese: padre, madre e bambino. Questa scelta era condizionata dalla politica del figlio unico allora in vigore, tant'è che solo uno dei sedili posteriori era omologato per il trasporto di minori o adatto a ospitare un seggiolino.

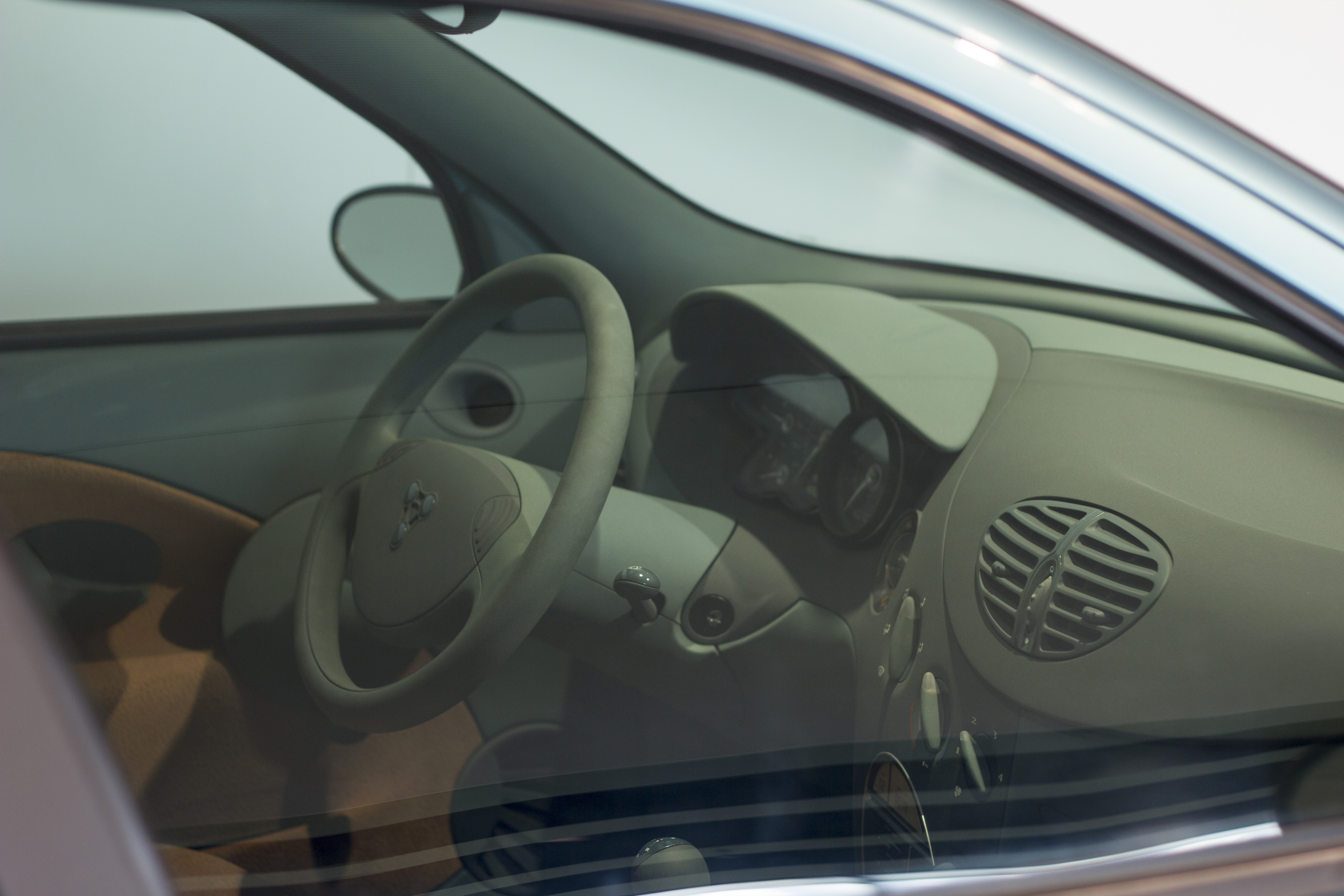
Interno della Porsche C88

Può ricordare una Ford Focus, presentando però molte caratteristiche tipiche delle vetture degli anni Novanta, senza squadrature, con linee morbide e sinuose, che ne arrotondano l'aspetto. Gli indicatori di direzione color ambra sono integrati tra i fari; il paraurti di plastica e il copriruota sono quindi inusualmente posizionati molto anteriormente. Il retro dell'autovettura ricorda molte auto prodotte da Suzuki, ma soprattutto da Daewoo, dello stesso periodo, oppure la Lancia Lybra. Da notare che le linee di chiusura del portellone del bagagliaio (che ha capacità massima di 400 litri) ripetono le sagome dei fanali posteriori. Le ruote hanno un diametro di 15 pollici e cerchioni in acciaio stampato.
Così come l'esterno non presenta fronzoli particolari, anche l'interno si dimostra molto semplice e minimale, risultando abbastanza rudimentale e presentando solo elementi essenziali. Per abbellire il cruscotto, rimanendo in budget, Porsche designò una dashboard arrotondata nelle forme e in picchiata, asimmetrica e con una piccola console centrale incassata con schermo digitale, con una plastica di una tonalità grigia che contrasta il beige dei sedili. Accanto al tachimetro (concepito con un design futuristica) e al contachilometri, è presente anche un piccolo orologio analogico alla destra del conducente, circondato dalle varie spie e posizionato poco sopra la grossa leva per gli indicatori e gli abbaglianti.
Il motore presenta le seguenti caratteristiche:
| Modello | Disponibilità | Motore              | Cilindrata (cm³) | Potenza kW (CV) | Coppia max (N·m/giri al min) | Emissioni CO2 (g/km) | 0–100 km/h (secondi) | Velocità max (km/h) | Consumo medio (km/L) |
| C88     | 1994          | 4 cilindri, benzina | 1.100            | 49 (67)         | 105                          | ≤2,2                 | 16                   | 165                 | ~17,3                |

### Esplicative
1. ↑  Non essendo mai stata rivelata questa specifica, ma essendo stato affermato dalla stessa Porsche che il motore avrebbe rispettato gli standard europei (Euro 2, considerando che sarebbe entrata in produzione dal 1995), dovrebbe quindi essere minore o uguale a 2,2 g/km.

### Fonti
1. 1 2 3 4 5 6 7 8 9 10 11 12 13 14 15 16  (EN) Adrian Padeanu, 1994 Porsche C88: Concept We Forgot, su motor1.com, 19 giugno 2019. URL consultato il 7 maggio 2024 (archiviato il 23 gennaio 2025).
2. 1 2 3 4 5 6 7 8 9  (EN) Tycho de Feijter, China Car History: the China Family Car Project and the Porsche C88, su carnewschina.com, 16 gennaio 2014. URL consultato il 7 maggio 2024 (archiviato il 13 ottobre 2024).
3. 1 2 3 4 5 6 7 8 9 10 11 12  (DE) Sebastian Viehmann, Warum der 4000 Euro-Porsche nie gebaut wurde, in FOCUS Online, 12 febbraio 2014. URL consultato il 7 maggio 2024 (archiviato il 6 febbraio 2023).
4. 1 2 3 4   Maggio 1994, su studiotorino.com. URL consultato il 28 aprile 2025 (archiviato il 1º maggio 2025).
5. 1 2 3 4 5 6  (EN) Jeremy Hart, Motoring: Family planning, in The Independent, 14 ottobre 1995. URL consultato il 7 maggio 2024 (archiviato il 6 ottobre 2016).
6. 1 2 3 4 5 6 7 8   Davide Saporiti, C88, la sconosciuta Porsche per la Cina, su formulapassion.it, 15 maggio 2018. URL consultato il 7 maggio 2024 (archiviato il 7 maggio 2024).
7. 1 2 3 4 5 6 7 8 9 10 11 12  (EN) Nicolaos Dellis, Porsche C88 (1994), su stuttcars.com. URL consultato il 7 maggio 2024 (archiviato il 19 gennaio 2025).
8. 1 2 3  (EN) Ryan Hirons, Porsche Once Tried To Make A Family Car For China And Failed, su carthrottle.com, 10 febbraio 2024. URL consultato il 7 maggio 2024 (archiviato il 26 gennaio 2025).
9. 1 2 3 4 5 6 7 8 9 10 11 12 13 14  (EN) Ronan Glon, C88: Porsche’s ill-fated Chinese eco-box, su hagerty.com, 19 dicembre 2022. URL consultato il 7 maggio 2024 (archiviato dall'url originale il 17 giugno 2024).
10. 1 2 3 4 5 6 7 8  (EN) Adam Ismail, The C88 Concept Was A Fascinating Step Outside Porsche's Comfort Zone, su jalopnik.com, 23 marzo 2021. URL consultato il 7 maggio 2024 (archiviato il 7 maggio 2024).
11. ↑  (EN) Tycho de Feijter, The Volkswagen Santana in China; a History, su carnewschina.com, 15 gennaio 2012. URL consultato il 7 maggio 2024 (archiviato il 12 ottobre 2024).
12. 1 2 3 4   Alberto Carmone, Nella storia di Porsche c'è anche questa berlina con motore 1.1 da 70 CV, su it.motor1.com, 29 marzo 2025. URL consultato il 1º maggio 2025 (archiviato il 1º aprile 2025).
13. 1 2 3  (FR) Didier Ric, Voici la seule Porsche que vous n’avez jamais vue, su automobile-magazine.fr, 6 gennaio 2025. URL consultato il 2 maggio 2025 (archiviato il 2 maggio 2025).
14. 1 2   Carolina Falco, Porsche lancia sul mercato la prima auto per poveri: motore 1000 cc velocità massima 160 km/h | Costa meno di una Panda, su cataniaoggi.it, 22 aprile 2025. URL consultato il 25 maggio 2025 (archiviato il 23 aprile 2025).
15. 1 2  (EN) Ollie Marriage, Gallery: Porsche's secret stash, su topgear.com, 30 ottobre 2012. URL consultato il 7 maggio 2024 (archiviato dall'url originale il 9 agosto 2013).
16. ↑  (NL) Sven Geiregat, Vergeten Auto #67: Porsche C88, su autofans.be, 13 maggio 2012. URL consultato il 1º maggio 2025 (archiviato dall'url originale il 2 novembre 2015).
17. ↑  (EN) Porsche cars, Porsche Buyers Guide, 2018 Porsche, 2017 Porsche | Totally Porsche Autos, su totallyporsche.com. URL consultato il 7 maggio 2024 (archiviato dall'url originale il 26 giugno 2017).
18. ↑  (EN) Ryan Hirons, Porsche Once Tried To Make A Family Car For China And Failed, su carthrottle.com, 10 ottobre 2024. URL consultato il 10 giugno 2025 (archiviato il 9 giugno 2025).
19. ↑  (EN) Anton Andres, Porsche once made a low-priced car but it failed to reach production, su topgear.com.ph, 24 gennaio 2025. URL consultato il 10 giugno 2025 (archiviato il 9 giugno 2025).
20. ↑  (EN) Porsche Museum Pictures, su evo.co.uk. URL consultato il 2 gennaio 2012 (archiviato dall'url originale il 2 agosto 2012).